# Anouchka van Miltenburg
Anouchka van Miltenburg (ur. 20 kwietnia 1967 w Utrechcie) – holenderska polityk, dziennikarka i samorządowiec, parlamentarzystka, działaczka Partii Ludowej na rzecz Wolności i Demokracji (VVD), w latach 2012–2015 przewodnicząca Tweede Kamer.

## Życiorys
W latach 1986–1991 studiowała w szkole dziennikarskiej Academie voor Journalistiek en Voorlichting w Tilburgu. Do 2001 pracowała jako dziennikarka dla różnych mediach, m.in. gazety „Brabants Dagblad” i nadawcy publicznego NOS. W 1997 wstąpiła do Partii Ludowej na rzecz Wolności i Demokracji. W 2002 została wybrana do rady miejskiej w Zaltbommel.
W 2003 po raz pierwszy uzyskała mandat posłanki do Tweede Kamer. Z powodzeniem ubiegała się o reelekcję do niższej izby Stanów Generalnych w wyborach w 2006, 2010 i 2012.
25 września 2012 wybrana na przewodniczącą Tweede Kamer. 12 grudnia 2015 podała się do dymisji. Powodem było ujawnienie faktu zniszczenia przez podległych jej urzędników anonimowego listu. Opisywano w nim szczegóły transakcji dokonanego w 2000 zwrotu skonfiskowanego majątku narkotykowego barona. Za decyzję tę odpowiadał ówczesny prokurator Fred Teeven, który w chwili wybuchu afery w marcu 2015 był sekretarzem stanu w resorcie sprawiedliwości i również działaczem VVD.